# Tabanus albofasciatus
Tabanus albofasciatus är en tvåvingeart som beskrevs av Ricardo 1911. Tabanus albofasciatus ingår i släktet Tabanus och familjen bromsar. Inga underarter finns listade i Catalogue of Life.